# Ліпова (Бжезький повіт)
Ліпова (пол. Lipowa, нім. Deutsch Leippe) — село в Польщі, у гміні Ґродкув Бжезького повіту Опольського воєводства.
Населення — 454 особи (2011).
У 1975-1998 роках село належало до Опольського воєводства.

## Демографія
Демографічна структура станом на 31 березня 2011 року:
|          | Загалом | Допрацездатний вік | Працездатний вік | Постпрацездатний вік |
| -------- | ------- | ------------------ | ---------------- | -------------------- |
| Чоловіки | 229     | 50                 | 157              | 22                   |
| Жінки    | 225     | 53                 | 123              | 49                   |
| Разом    | 454     | 103                | 280              | 71                   |